# Otoci Lukavci 2
Otoci Lukavci 2 je nenaseljeni otočić u hrvatskom dijelu Jadranskog mora.
Njegova površina iznosi 0,017 km². Dužina obalne crte iznosi 0,48 km.